# 王凤梧
王凤梧（1901年—1985年1月30日），安徽省金寨县人。中华人民共和国政治人物。

## 生平
1936年，参加中国工农红军。从事中共地下工作，担任中共中央交通局北线负责人。抗日战争时期，历任冀鲁豫军区二分区政治委员，新四军第三师十旅政治委员。1945年随三师开赴东北。第二次国共内战期间，任东北民主联军第二纵队五师政委。中华人民共和国成立后，历任中国人民解放军防空学校政委，民航局副局长、党委代书记，空军高射炮兵指挥部副政委。1961年，晋升为少将军衔。获八一奖章、二级独立自由勋章、一级解放勋章。1985年1月30日在北京逝世。